# براین اشتاین
براین اشتاین (به انگلیسی: Brian Stein)  زادهٔ ۱۹ اکتبر ۱۹۵۷ بازیکن فوتبال اهل انگلستان بود که سابقهٔ بازی در تیم ملی فوتبال انگلستان را در کارنامهٔ خود دارد. وی در تاریخ ۲۹ فوریه ۱۹۸۴ تنها بازی ملی خود را در مقابل تیم ملی فوتبال فرانسه انجام داد.